# Gösta von Uexküll
Gösta von Uexküll, né le 3 novembre 1909 à Heidelberg et mort en avril 1993, est un auteur et journaliste allemand, fils du biologiste Jakob von Uexküll et père de Jakob von Uexkull, le fondateur du Prix Nobel alternatif.

## Biographie
Gösta von Uexküll descend d'une antique famille livonienne, les barons von Uexküll. Il travaille, avant la Seconde Guerre mondiale, pour l'Agence américaine de presse à Berlin. Ayant aidé des juifs à fuir l'Allemagne, il est contraint de se réfugier à Stockholm. Sa femme Ewa Leerentz, travaille alors au contre-espionnage suédois.

En tant que pacifiste, Gösta von Uexküll n'aime pas que ses enfants jouent avec des armes-jouets.
Lui et sa famille reviennent en Allemagne en 1955. Gösta von Uexküll publie des articles dans Die Zeit.

## Œuvres
- (de) Gösta von Uexküll, Konrad Adenauer, Rowohlt Taschenbuch Verla, 1976, 142 p. (ISBN 978-3-499-50234-7)

## Citation
« Who knows what a statesman should look like, a statesman neither exisiting between nor within but above the nations. We are familiar with the national statesman and also with the cosmopolitan, but we do not know the cosmopolitician. »

— Gösta von Uexküll, Die Zeit, 15 novembre 1956